# Михаил Глинка
Михаил Иванович Глинка (1804 – 1857) е руски композитор. Считан е за основоположник на руската класическа музика. Получава широко признание и извън родината си.

## Биография

### Произход и младежки години
Глинка е роден на 1 юни 1804 г. в село Новоспаское, близо до река Десна в Смоленска губерния на Руската империя. Баща му, Иван Николаевич Глинка, е заможен капитан в оставка. На десетгодишна възраст Михаил Глинка започва да учи пиано и цигулка.
През 1817 г. родителите му го завеждат в Санкт-Петербург и го настаняват в т. нар. Благороден пансион (Първа Санктпетербургска класическа гимназия) при Педагогическия институт. В Петербург Глинка взема уроци от видни музиканти, сред които и ирландския пианист и композитор Джон Филд. След като завършва пансиона през 1822 г., Глинка усилено се занимава с музика: изучава западноевропейската музикална класика, композира, познат е като музикант в любителските кръгове в Петербург.
През 1830 г., следвайки лекарска препоръка, Глинка заминава зад граница – отначало в Италия, а после в Австрия и Германия. Тогава се запознава с видни композитори като Берлиоз, Белини, Доницети. В Италия Глинка прекарва три години. Там изучава известния вокален стил белканто. През 1833 – 1834 г. Глинка живее в Германия. Пет месеца изучава композиция под ръководството на немския теоретик Зигфрид Ден в Берлин.

### Отново в Русия
Глинка се завръща в Русия с нови произведения и планове за създаване на руска национална опера. След дълго търсене на сюжет за опера, Глинка се спира на преданието за Иван Сусанин – патриотичен герой, пожертвал живота си за царя. Първоначалното заглавие на операта – „Иван Сусанин“, впоследствие е променено на „Живот за царя“. Под това заглавие е поставена на сцената на Петербургския Болшой театър на 9 декември 1836 г. и се радва на успешен прием. Скоро след постановката на операта Глинка е назначен за капелмайстор на Придворната певческа капела, която ръководи в продължение на две години.
Втората му опера е „Руслан и Людмила“, по мотиви от Пушкин. Премиерата е на 9 декември 1842 г.

### Късни години и смърт
През 1844 г. Глинка отива във Франция, а после в Испания. В Париж Берлиоз дирижира откъси от негови произведения и написва положителна рецензия за него. В резултат от пътуването до Испания, Глинка написва увертюри по испански народни теми.
Отново отива във Франция през 1852 г. и прекарва две години в Париж. Оттам се премества в Берлин, където почива на 15 февруари 1857. Погребан е там, но няколко месеца по-късно тялото е пренесено в Петербург и погребано в Тихвинското гробище, близо до Александро-Невската лавра.

## Наследство
След смъртта на Глинка неговите две опери са обект на дискусии в музикалната преса, най-вече между известните музикални критици Владимир Стасов и Александър Серов.
Извън Русия някои от творбите на Глинка за оркестър се радват на популярност в концерти и записи. Освен известните увертюри към оперите му, сред важните му произведения са симфоничната поема „Камаринская“ (1848) с мотиви от руския фолклор, както и две испански произведения – „Нощ в Мадрид“ (1848, втора редакция – 1851) и „Арагонская хота“ (1845).
Глинка композира много творби за вокал и пиано (песни, романси, арии, канцонети), вокални етюди, както и някои камерни произведения, в това число два струнни квартета.
Друго произведение на Глинка, което привлича внимание през последната декада на 20 век, е неговата (незавършена) „Патриотична песен“, вероятно написана за конкурс за национален химн през 1833 г. Музиката е приета за национален химн на Русия през периода 1990 – 2000 г.

## Памет
Три руски консерватории носят името на Глинка:
- Държавната консерватория в Нижни Новгород (на руски: Нижегородская государственная консерватория им. М. И. Глинки) [1]
- Държавната консерватория в Новосибирск (на руски: Новосибирская государственная консерватория (академия) им. М.И.Глинки)
- Държавната консерватория в Магнитогорск (на руски: Магнитогорская государственная консерватория) [2]

В чест на композитора съветският астроном Людмила Черних нарича на негово име малка планета – 2205 Глинка. Планетата е открита през 1973 г.